# Pareiorhina brachyrhyncha
Pareiorhina brachyrhyncha es una especie de peces de la familia Loricariidae en el orden de los Siluriformes.

## Morfología
• Los machos pueden llegar alcanzar los 4,2 cm de longitud total.
- Número de  vértebras: 30.[1]

## Hábitat
Es un pez de agua dulce y de clima tropical.

## Distribución geográfica
Se encuentran en Sudamérica: río Paraíba do Sul (sureste del Brasil ).